# Dawson's Creek
Dawson's Creek é uma série de televisão norte-americana de drama exibida originalmente entre 20 de janeiro de 1998 a 14 de maio de 2003 pelo canal The WB e foi produzido pela Sony Pictures Television. É uma das séries dramáticas de maior prestígio da televisão, principalmente entre o público jovem. Criada por Kevin Williamson, tinha como protagonista o sonhador Dawson Leery (James Van Der Beek), além de seus seus amigos Joey Potter (Katie Holmes), Jen Lindley (Michelle Williams), Pacey Witter (Joshua Jackson) e Jack McPhee (Kerr Smith). Rapidamente ganhou grande repercussão na mídia e com o público jovem, devido à maturidade com que os personagens tratavam os temas da adolescência. Filmado nas belas paisagens da Carolina do Norte, em Wilmington e Providence, o roteiro é baseado na adolescência do próprio autor, (Kevin Williamson) e traz carismáticos atores no elenco principal.
No Brasil, a série estreou em 3 de Março de 1998 no canal por assinatura Sony e foi exibida também na TV aberta pela Rede Globo no ano 2000 e também na Rede Record aos domingos, em 2006. Em 12 de abril de 2010, o canal Liv começou a reexibir o seriado no Brasil. A série também foi exibida no começo da nova MTV em 2013.
Em Portugal, a série estreou em Abril de 2001 no canal TVI, com dobragem portuguesa.
Em 2018, para comemorar os 20 anos da estreia da série, a revista Entertainment Weekly reuniu o elenco principal para um ensaio fotográfico.
Disponível atualmente para assistir através do streaming Prime Video.

## Sinopse
Para o grupo de adolescentes, formado por Dawson, Joey, Pacey e Jen, passar para o "mundo" adulto não poderia ser mais difícil.
Em Capeside, uma pequena cidade do litoral perto de Boston, eles convivem com os mais diferentes tipos de problemas no cotidiano, o que os fazem crescer e entender melhor o mundo em que vivem. Agora cada um precisa decidir o rumo de suas vidas. Não é nada fácil, mas, com amor e amizade, esse caminho será mais fácil de encarar. Considerada uma das melhores séries dramáticas para o público jovem dos anos noventa, Dawson's Creek foi uma das séries preferidas dos leitores da consagrada revista People, tendo sido indicada para receber o People's Choice Award.

## Atores e Personagens

### Elenco Principal
| Atores             | Personagens    |
| ------------------ | -------------- |
| James Van Der Beek | Dawson Leery   |
| Katie Holmes       | Joey Potter    |
| Joshua Jackson     | Pacey Witter   |
| Michelle Williams  | Jen Lindley    |
| Meredith Monroe    | Andie McPhee   |
| Kerr Smith         | Jack McPhee    |
| Busy Philipps      | Audrey Liddell |

### Elenco Recorrente
| Atores              | Personagens     |
| ------------------- | --------------- |
| Mary-Margaret Humes | Gail Leery      |
| John Wesley Shipp   | Mitch Leery     |
| Gareth Williams     | Mike Potter     |
| Nina Repeta         | Bessie Wells    |
| Jane Lynch          | Mrs. Witter     |
| John Finn           | John Witter     |
| Dylan Neal          | Doug Witter     |
| Sasha Alexander     | Gretchen Witter |
| Mel Harris          | Helen Lindley   |
| Mimi Rogers         | Helen Lindley   |
| Brittany Daniel     | Eve Whitman     |
| Mary Beth Peil      | Evelyn Ryan     |
| Caroline Kava       | Andrea McPhee   |
| Brenda Strong       | Kay Liddell     |